# Eugen Zotov
Eugen Zotov (en russe : Иван Григорьевич Мясоедов Ivan Miassoïedov ; 1881-1953) est un peintre et créateur de timbre postes de l'Empire russe.

## Biographie
Né à Kharkiv, il est le fils de Grigori Miassoïedov et de sa deuxième épouse Ksenia Vasilievna Ivanova. Il fit des études de peinture à Poltava.

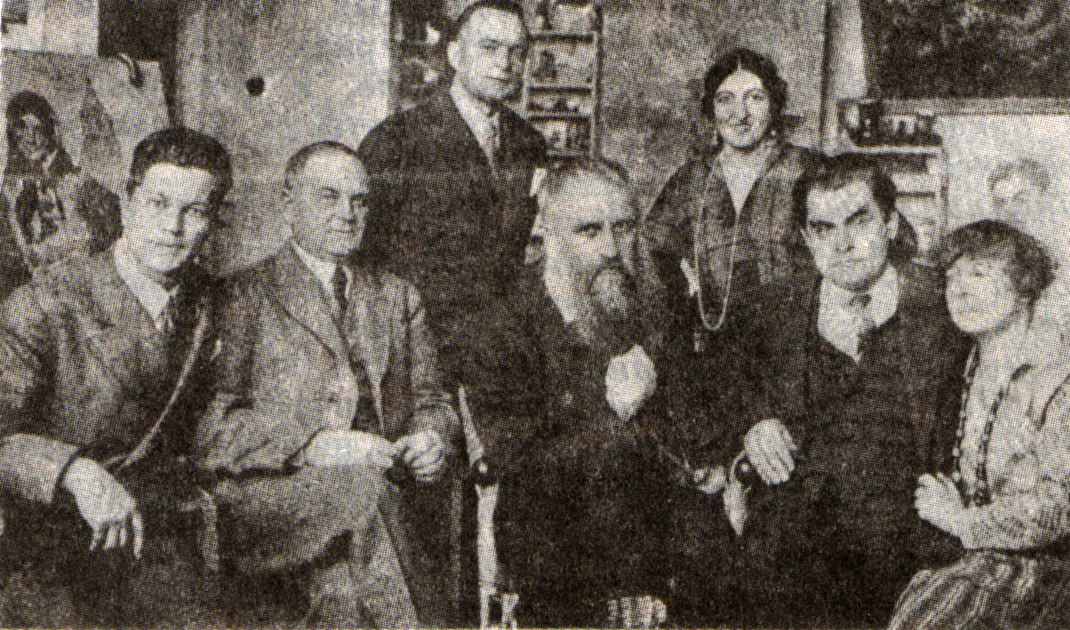
En 1928 à Berlin.
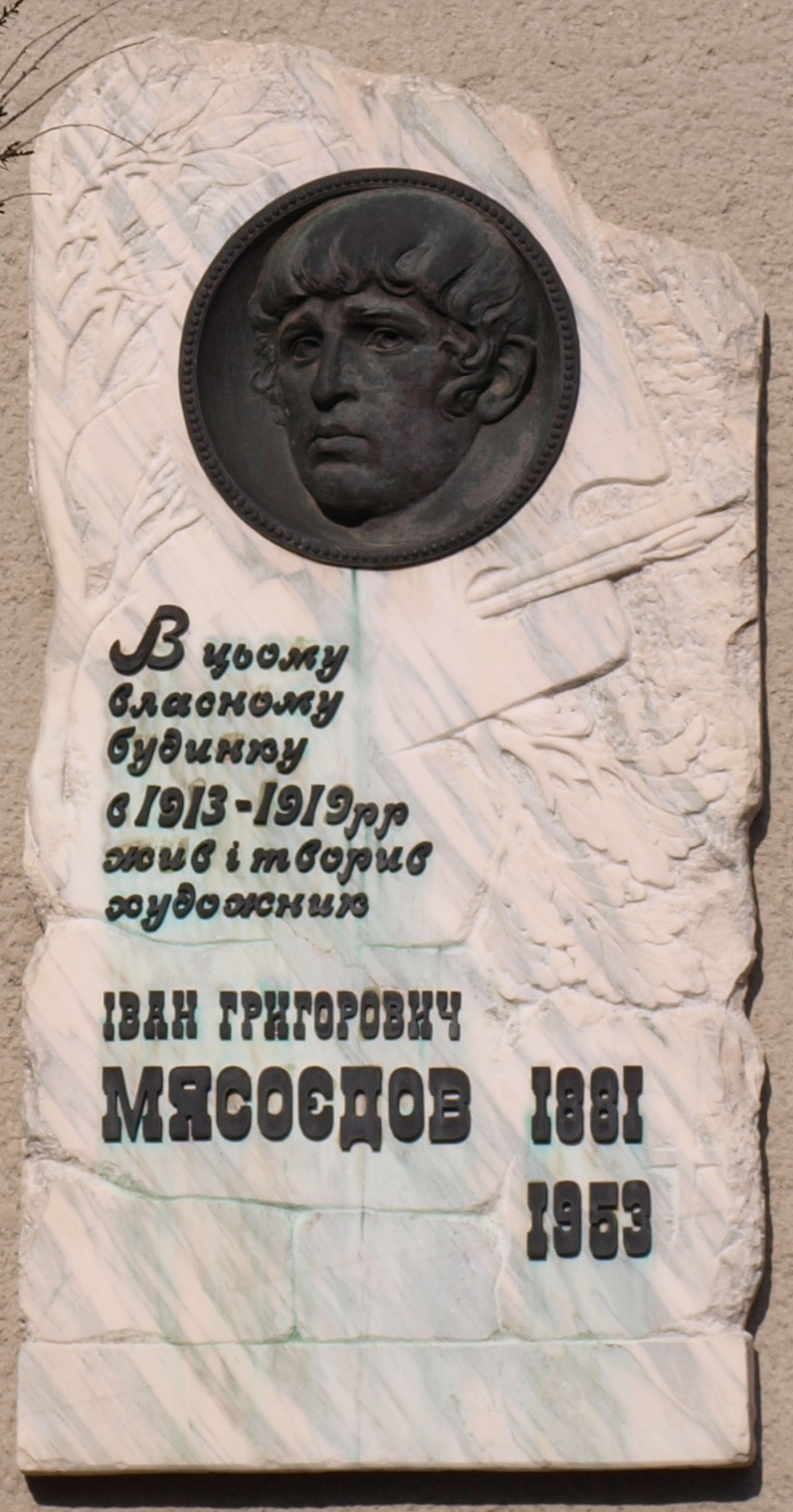
Plaque en son honneur à Poltava.
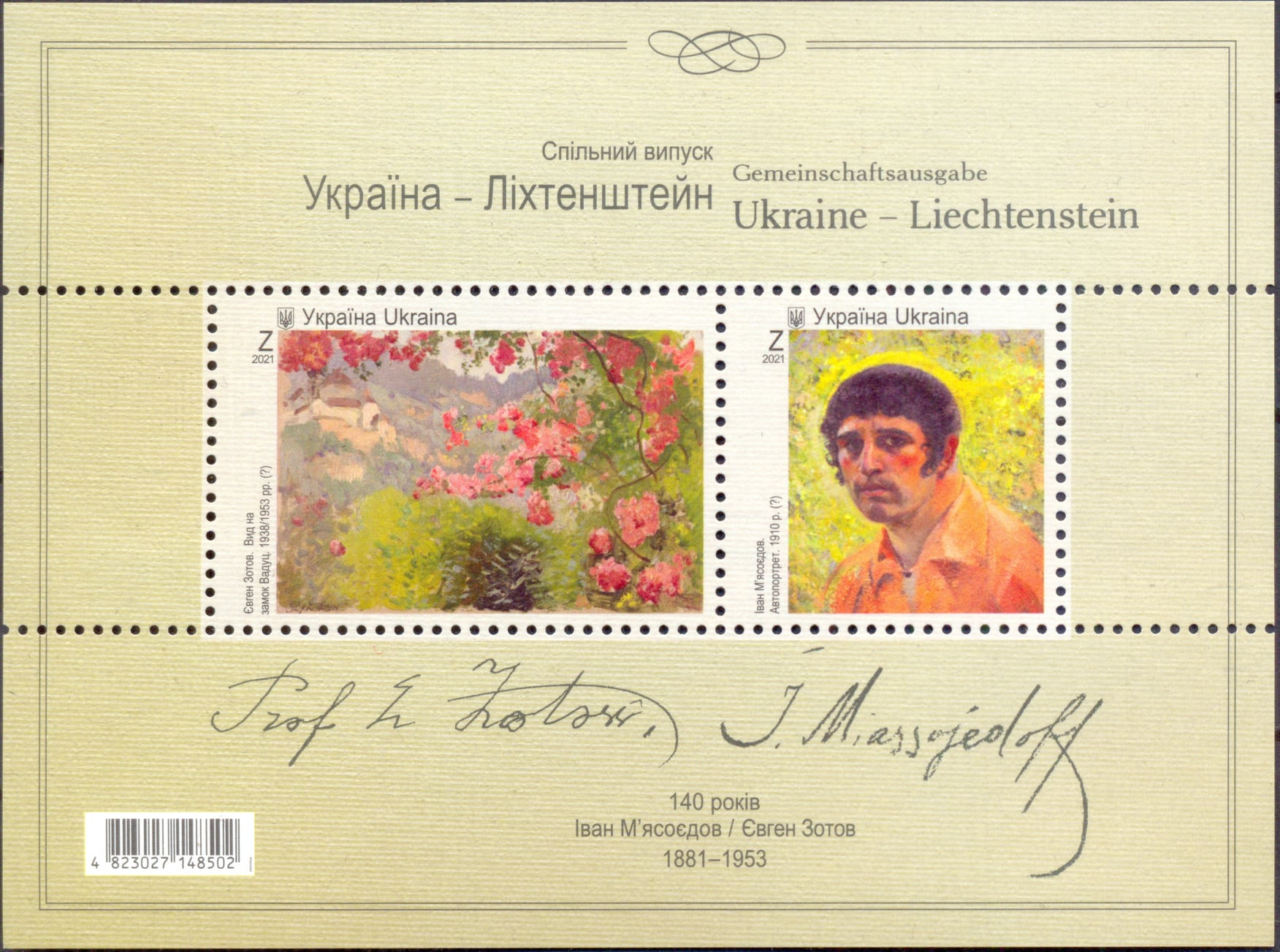
Autoportrait de 1910 sur un timbre ukrainien en 2021.